# 1222
Cette page concerne l'année 1222  du calendrier julien.
L'année 1222 est une année commune qui commence un samedi.

## Événements
- Printemps : en Inde, les Mongols avancent jusqu’à Multân, mais se retirent, gênés par le climat[1].
- 17 mai : Gengis Khan, qui réside quelque temps en Afghanistan, reçoit le moine taoïste Qiu Chuji, qu’il avait fait venir de Chine pour qu’il lui donne le moyen d’échapper à la mort[2].
- 14 juin[3] : Hérat, révoltée contre les Mongols, est reprise et toute sa population est massacrée.

- 28 septembre : passage de la comète de Halley[4].

- Automne : Gengis Khan rentre à Boukhara où il rencontre des docteurs musulmans, puis à Samarkand où il séjourne durant l’hiver. Il ordonne que la prière publique soit faite en son nom et exempte d'impôt les religieux musulmans[5].

- Rédaction de la charte du Manden, promulguée à l'avènement de Sundjata Keïta, fondateur de l'Empire du Mali à la fin de l'année 1236. Elle abolit l'esclavage au Mali[6].

- Dans l'est de Java (actuelle Indonésie), Ken Arok, un aventurier d'origine obscure, tue le roi de Kediri et fonde la dynastie de Singasari, qui prendra fin en 1292 avec la mort de son dernier roi, Kertanegara[7].

- Pisans et Génois des colonies d’Acre se livrent bataille. Les seconds sont vaincus et quittent le port[8].

### Europe
- 3 mars : les barons de Bretagne révoltés contre Pierre de Dreux qui veut réduire leurs privilèges sont battus à Châteaubriant[9].
- 10 mars[10] : mort de Jean Ier de Suède. Début du règne de Erik XI Eriksson « le Bègue » (1216-1250), roi de Suède.
- Accord entre Philippe Auguste et l'évêque de Paris.
- 7 mai[11] : par sa bulle d'or, André II de Hongrie se soumet à la diète et aux féodaux : elle garantit à la noblesse une diète annuelle, des immunités d’ordre fiscal et la perception des impôts. Elle lui reconnaît le droit d’insurrection contre le monarque.

- Été : les Danois envoient une nouvelle expédition à Saaremaa et construisent une forteresse mais échouent à soumettre l'île[12].

- Août : début du règne de Jean III Doukas Vatatzès, empereur byzantin de Nicée (fin en 1254).
  - Jean III enlève aux Latins leurs possessions asiatiques et plusieurs îles (Lesbos, Chios, Samos et Rhodes). Avec l’appui provisoire des Bulgares, il assiège sans succès Constantinople. Il débarque en Thrace afin de prendre les Épirotes de vitesse.
- 8 septembre[13] : les Génois s'emparent de la ville de Vintimille révoltée après un long siège[14].
- Septembre[15] : testament de Philippe Auguste.
- 29 septembre : fondation de l'université de Padoue par un groupe de savants dissidents de l’université de Bologne en conflit avec la tutelle communale[16].
- 4 décembre : le roi d’Angleterre Henri III édicte une charte prescrivant aux habitants de La Rochelle d’établir un port dans l’ouest de la ville et de la fortifier, et leur ordonne de commencer les travaux le 8 avril 1223[17].

- Révolte païenne en Estonie (1222-1223). Les Estoniens se tournent vers les principautés russes qui échouent devant Tallinn à l'automne[18].
- Les Mongols Djebé et Subutay passent le Caucase par Derbent et débouchent dans les steppes Kiptchak (Coumans) après avoir saccagé le Chirvan. Kotian, khan des Kiptchak, appelle les Russes à son secours. Les Mongols après avoir réduit les Alains et les Tcherkesses, envoient une ambassade en Russie qui est massacrée, déclenchant les hostilités. Kotian se réfugie chez son beau-père le prince de Galitch, Mstislav qui convainc les princes russes de constituer une armée de 80 000 hommes pour arrêter les Mongols[19].
- Iaroslav Vsievolodovitch prend Novgorod à son frère Constantin Vladimirski[20].